# Lykke Li
Lykke Li, kunstnernavn for Lykke Zahrisson (født 18. marts 1986 i Ystad), er en svensk sangerinde og sangskriver, der i februar 2008 udsendte debutalbummet Youth Novels.
Hun udsendte sin debut-ep Little Bit i 2007, som var blevet til i samarbejde med producer Björn Yttling fra Peter Bjorn and John. Han har tidligere produceret for blandt andet Taken by Trees og Shout Out Louds, som Lykke indimellem har sunget for live.
Björn Yttling har også produceret og været medforfatter på Lykke Lis debutalbum, som de begge har været i New York for at arbejde på. Lykke Li har også indspillet sangen "Possibility", som findes på lydsporet til filmatiseringen af Twilight-romanen New Moon.

## Diskografi
- Youth Novels (2008)
- Wounded Rhymes (2011)
- I Never Learn (2014)
- so sad so sexy (2018)
- Eyeye (2022)